# Lycoteuthis
A Lycoteuthis a fejlábúak (Cephalopoda) osztályának a kalmárok (Teuthida) rendjébe, ezen belül a Lycoteuthidae családjába tartozó nem. A nembe két faj tartozik, a Lycoteuthis springeri és a Lycoteuthis lorigera. Mindkettő kisméretű (max. 8 cm hosszú). Mélytengerekben élnek egészen 3000 méteres mélységig. A kontinentális talapzat mentén vándorolnak. Testük világítószervekkel ellátott. Fényük a táplálékszerzést segíti elő, mivel így oda vonzzák magukhoz a kisebb halakat. Ugyanakkor a világítószerveknek védelmi szerepe is van, ugyanis a mélytengeri fényviszonyok mellett az állat teste átlátszónak tűnik, és az egyes szervei (például szemek) elveszítik éles kontúrjaikat.

## Rendszerezés
A nembe az alábbi 2 faj tartozik:
- Lycoteuthis lorigera (Steenstrup, 1875) - típusfaj
- Lycoteuthis springeri (G. L. Voss, 1956)